# Assassin (fiktion)
Assassin er en arketype indenfor rollespil, computerspil og fantasy-genren.
Ordet "assassin" er opstået som en forvanskning af et arabisk ord, med inspiration i den historiske Assassinersekt fra Persien. Indenfor fantasy og rollespil, betegner "assassin" en form for lejemorder. "Assassin" blev første gang introduceret officielt til rollespil i 1978 med udgivelsen af "Players Handbook", én af grundbøgerne til Advanced Dungeons & Dragons (AD&D). 

## Dungeons & Dragons
I de fleste udgaver af bordrollespillet Dungeons & Dragons, optræder assassin som en profession man kan vælge som spilkarakter, en underprofession (sub-class) af tyve-professionen. Alle racer, undtagen halflings, kan være assassins. I AD&D har assassinere særlige evner indenfor forklædning, spionage og snigmord. De har også tyvenes evner, men er ikke ligeså dygtige til dem som tyvene er. Som tyve, organiserer assassinere sig også i hemmelige foreninger (Guilds) som udøver en eller anden form for kontrol med andre assassinere i deres område. Modsat tyve kan assassinere bruge alle slags våben, og også skjold, og de er generelt set bedre til kamp end tyve. Assassinere foretrækker dog klart at handle i det skjulte og undgår normalt direkte konfrontationer og kamp. I stedet benytter de sig ofte af gift, snigmord, baghold og overraskelsesangreb. Da assassinere tager sig betalt for at dræbe, har de altid et ondt alignment.
Fra D&D 3e blev assassiner professionen omdøbt til rogue, et klassisk brugt synonym for assassin i andre sammenhænge også.

## Andre spil
Den storsælgende computerspilsserie "Assassin's Creed" har siden 2007 brugt assassinere, inklusiv i hovedrollen. I computerspillet Guild Wars fra 2005 kan man spille en assassin. 
I mange sammenhænge bruges den engelsk term "rogue" som synonym med assassin.

## Kendte fiktive assasinere
- Desmond Miles, assassin og protagonist i "Assassin's Creed" serien.
- Mr. Grey, assassin i Dan Browns roman Engle og Dæmoner.